# Podmokly u Sušice

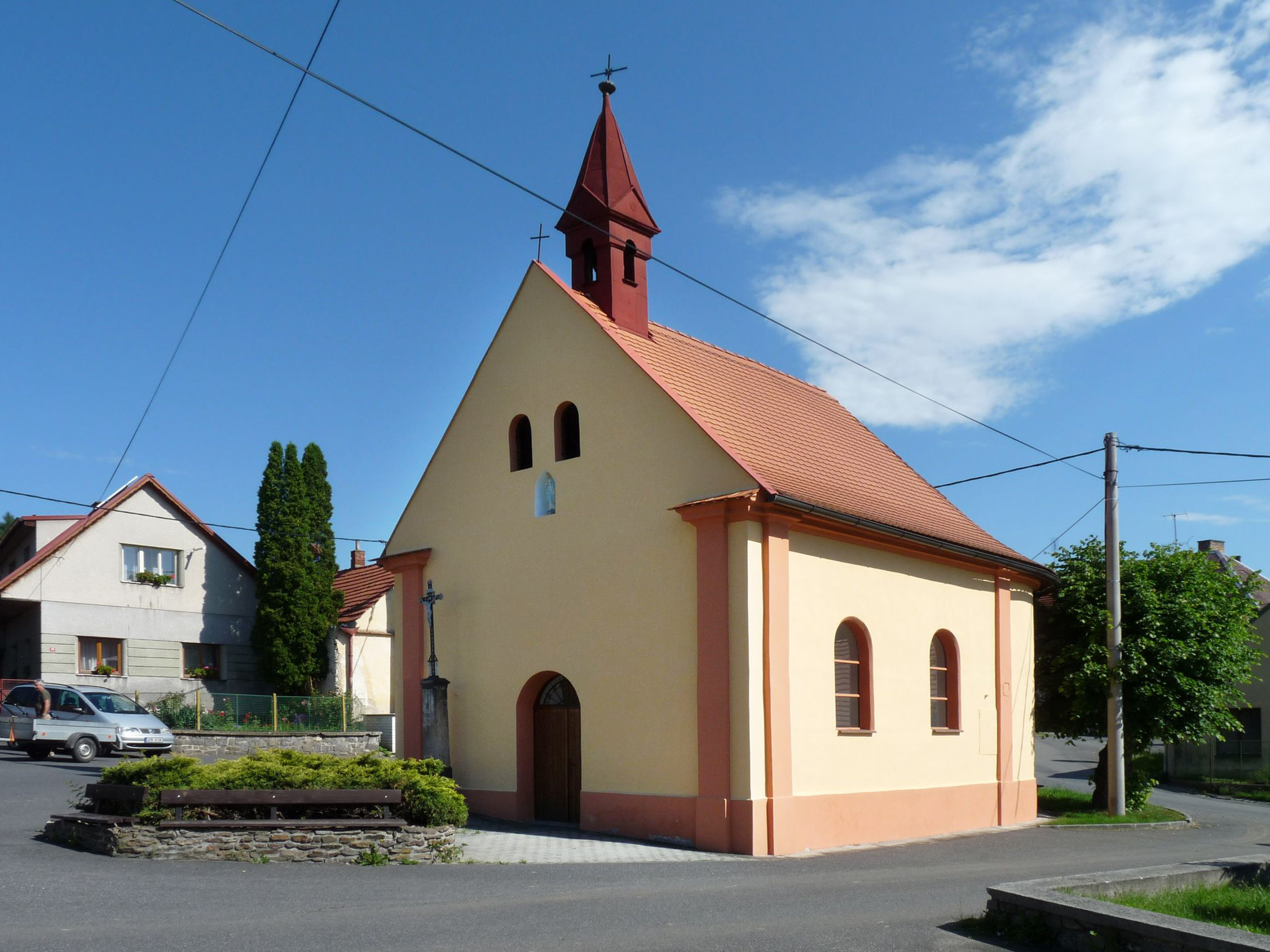
Kapelle

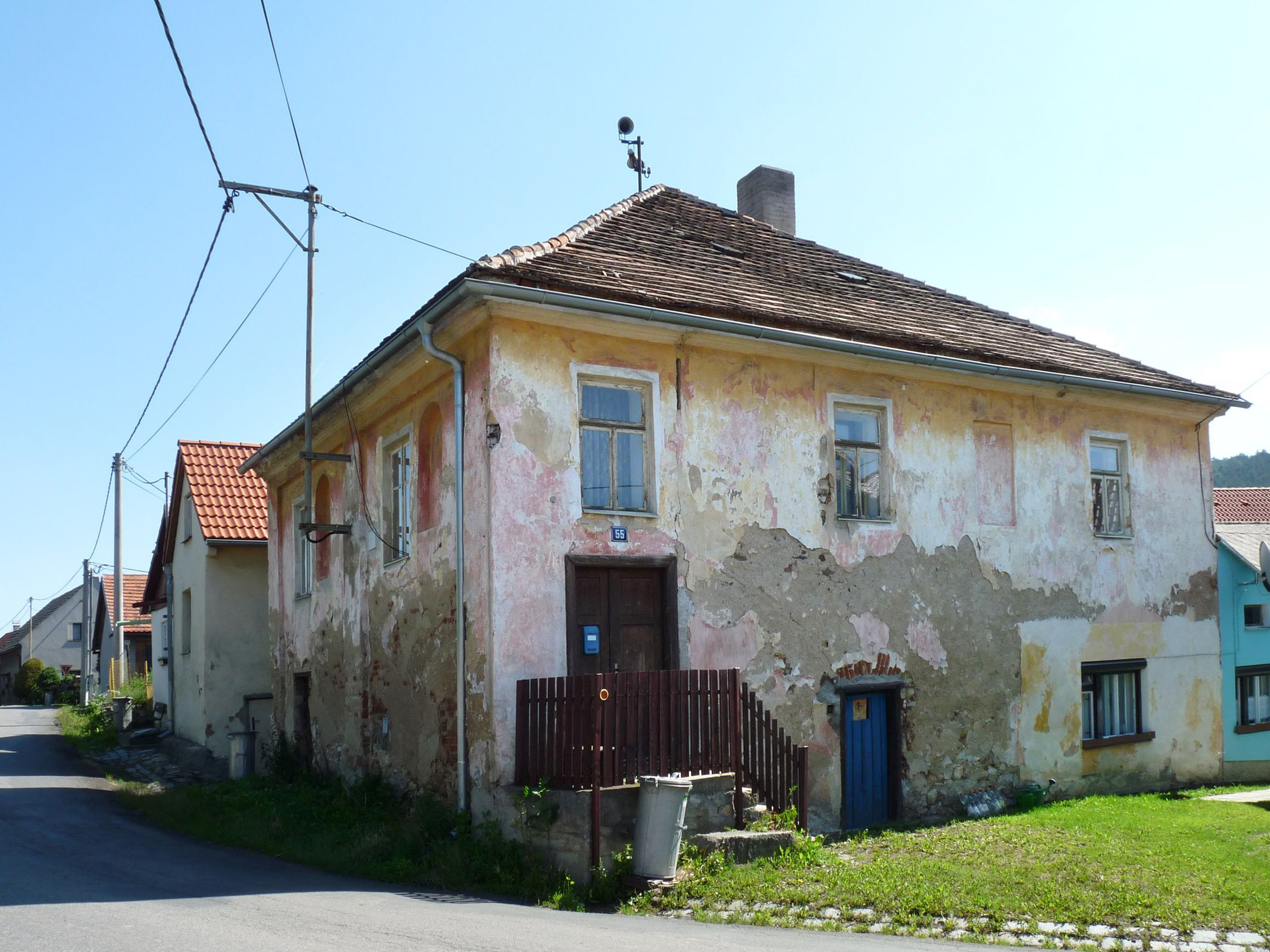
Ehemalige Synagoge

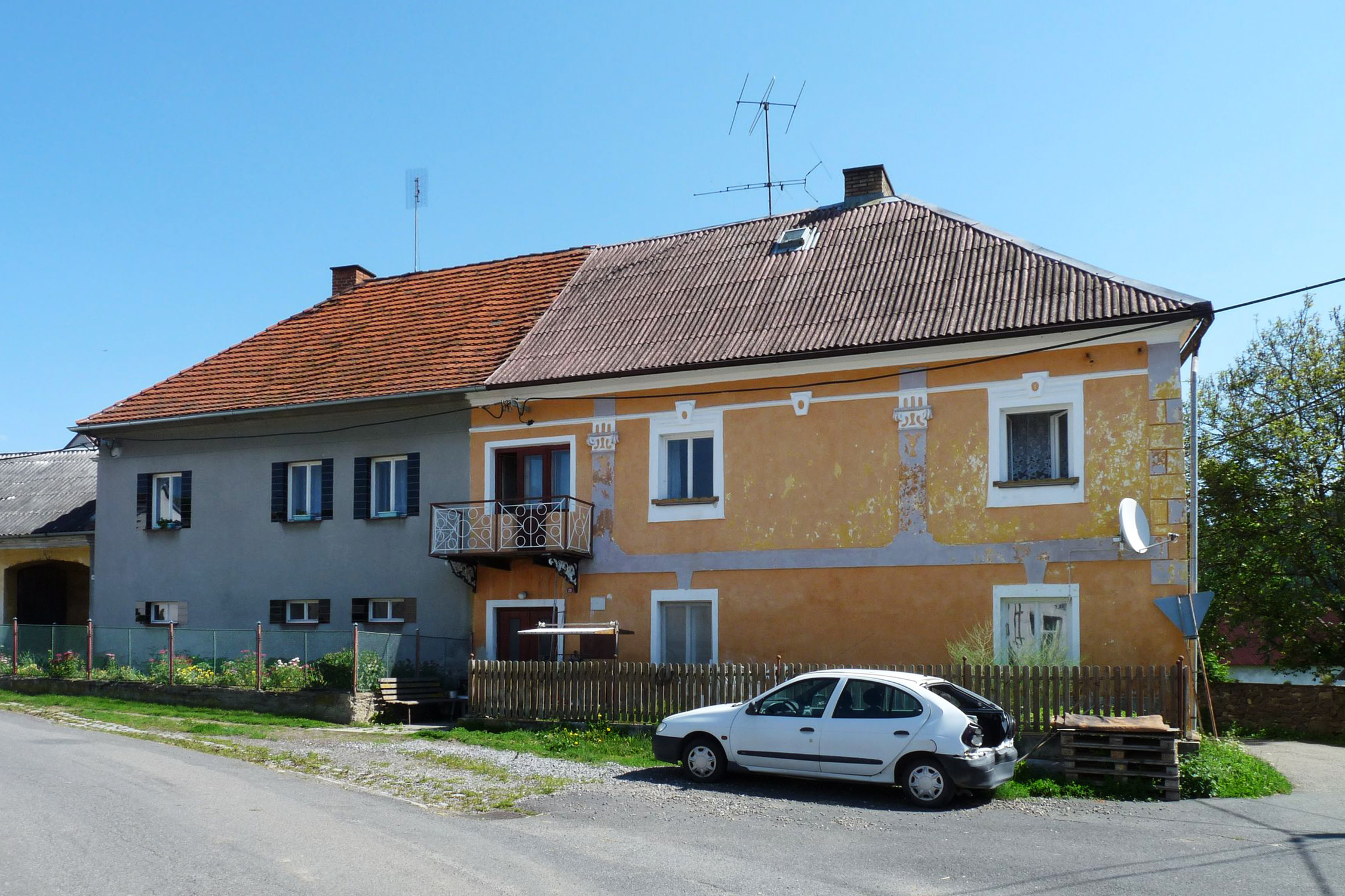
Ehemaliges Schloss

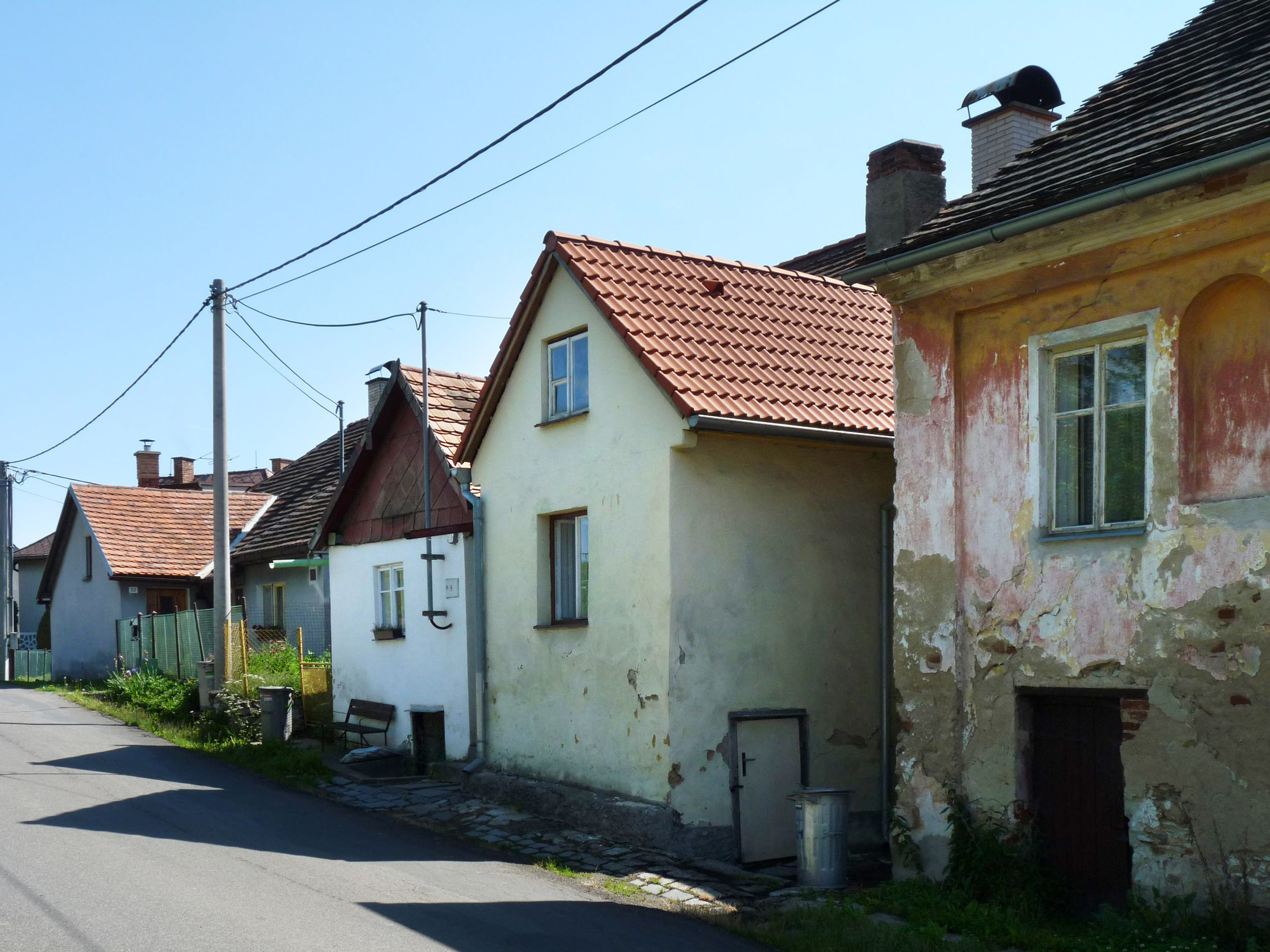
Ehemalige Judenhäuser

Podmokly (deutsch Podmok, früher Podmokl) ist eine Gemeinde in Tschechien. Sie liegt fünf Kilometer östlich von Sušice und gehört zum Okres Klatovy.

## Geographie
Podmokly befindet sich in den Šumavské podhůří (Böhmerwaldvorland) im Tal des Podmokelský potok (Albrechtsbach).
Nordöstlich erhebt sich der Krejslov (599 m), im Osten der Háj (640 m), südlich der Chocholatý vrch (728 m), der Vyšoblak (568 m) und der Sedlo (902 m), im Südwesten der Štranchýř (621 m) und der V Zálužském lese (745 m), westlich der Rok (668 m) und der Kalovy (726 m) sowie im Nordwesten der Hřeben (674 m). Am südlichen Ortsrand liegt der Teich Mlynářův rybník, südöstlich der Podhrázský dražovický rybník. Durch den Ort führt die Staatsstraße II/171 zwischen Sušice und Čkyně.
Nachbarorte sind Velká Chmelná, Budětice und Čepice im Norden, Čímice und Bešetín im Nordosten, Bílenice, Podolí, Lázna, Mačice und Dražovice im Osten, Pod Hrází, Dolejší Mlýn, Záplatův Mlýn, Rozsedly und Kadešice im Südosten, Hájovna, Šimanov, Kakánov, Chocholice, U Lip und Albrechtice im Süden, Záluží, Dražných Chalupa und Rok im Südwesten, Sušice im Westen sowie Malá Chmelná im Nordwesten.

## Geschichte
Die erste schriftliche Erwähnung von Podmokly erfolgte in einer Schenkungsurkunde des Herzogs Břetislav I. über 17 Dörfer des Prachiner Kreises vom 18. Oktober 1045 an das Benediktinerstift Breunau, bei der es sich jedoch um ein Breunauer Falsifikat aus dem 13. Jahrhundert handelt.
Das Dorf Podmokl gehörte später zur Stadt Schüttenhofen, außerdem bestand ein kleines Gut. Seit dem letzten Viertel des 17. Jahrhunderts sind in Podmokl Juden nachweislich. Im 18. Jahrhundert entstand auf den Fluren des Gutes ein Judenviertel, der jüdische Friedhof wurde 1724 außerhalb des Ortes angelegt. Besitzer des Gutes waren die Freiherren von Puteani. Johann Joseph Wenzel von Puteani, der das Gut Podmokl um 1789 geerbt hatte, verkaufte es 1804 an Franz von Sickingen. Dieser veräußerte es noch im selben Jahre an Joseph Baumbas, der das Gut später wegen Überschuldung verlor. Aus einer öffentlichen Versteigerung erwarb Georg Paul Klinger das Gut, er verkaufte es 1818 an Jacob Haininger. Im Jahre 1826 kaufte der Budweiser Bürger Joseph Schebesta das Gut und vereinigte es mit Albrechtsried.
Im Jahre 1838 umfasste das Gut Podmokl eine Nutzfläche von 95 Joch 1315 Quadratklafter. Zum Gut gehörte nur das gleichnamige Dorf. Das zum Gut gehörige Dorf Podmokl bestand aus 21 Häusern mit 186 Einwohnern, darin inbegriffen waren die 16 Israelitenhäuser, in denen 16 jüdischen Familien lebten. Hinzu kamen noch vier Häuser aus dem Schüttenhofener Anteil. Haupterwerbsquelle bildete die Landwirtschaft. In diesem Teil befand es ein obrigkeitliches Schloss, ein Meierhof, ein Bräuhaus, ein Branntweinhaus und eine Pottaschensiederei. Abseits lagen ein einschichtiges Dominikalwirtshaus sowie die Dominikalchaluppe Hrabíčka. Das unmittelbar angrenzende Schüttenhofener Dorf Podmokl bestand aus 51 Häusern mit 369 Einwohnern, von denen vier Häuser dem Gut untertänig waren. Im Schüttenhofener Anteil gab es eine Mühle. Außerdem gehörte zu diesem Teil die aus einem emphytheutisierten Meierhof und acht Dominikalhäusern bestehende Ansiedlung Rok. Pfarrort für beide Teile war Albrechtsried. Bis zur Mitte des 19. Jahrhunderts Podmokl zwischen der Stadt Schüttenhofen und den vereinigten Gütern Albrechtsried und Podmokl geteilt.
Nach der Aufhebung der Patrimonialherrschaften bildete Podmokly / Podmokl ab 1850 mit den Ortsteilen Rok und Zaluš eine Gemeinde im Gerichtsbezirk Schüttenhofen. Das Judenviertel bestand zu dieser Zeit aus acht Wohnhäusern, der Synagoge und einem Judenbad. Ab 1868 gehörte die Gemeinde zum Bezirk Schüttenhofen. Zu Beginn des 20. Jahrhunderts wurde Podmoky t. Podmokly als tschechischer Ortsname verwendet. Die jüdische Gemeinde erlosch zum Ende des 19. Jahrhunderts. Die letzten Juden zogen zu Beginn des 20. Jahrhunderts aus Podmokly fort. Nach dem Münchner Abkommen wurde der überwiegend deutschsprachige Ortsteil Rock (Rok) von Podmokly abgetrennt und als Ortsteil von Albrechtsried dem Deutschen Reich zugeschlagen. Diese Umgemeindung wurde nach dem Ende des Zweiten Weltkriegs wieder revidiert. Im Zuge der Aufhebung des Okres Sušice kam Podmokly 1960 zum Okres Klatovy. Der Ortsteil Rok wurde 1961 nach Sušice umgemeindet. Am 30. April 1976 wurde Podmokly nach Sušice eingemeindet. Seit dem 1. Jänner 1994 besteht die Gemeinde Podmokly wieder.

## Gemeindegliederung
Für die Gemeinde Podmokly sind keine Ortsteile ausgewiesen. Zu Podmokly gehören die Einschichten U Lip (Kutalowsky), Dražných Chalupa (Drazneich), Kaholice und Chocholice.

## Sehenswürdigkeiten
- Kapelle auf dem Dorfplatz, erbaut im 19. Jahrhundert
- Haus Nr. 55, ehemalige Synagoge, nach dem Erlöschen der jüdischen Gemeinde wurde das Gebäude zum Ende des 19. Jahrhunderts zum Wohnhaus umgestaltet
- Ehemalige Judenhäuser
- Haus Nr. 5, ehemaliges Judenbad
- Ehemaliges Schloss Podmokly, der eingeschossige Bau entstand im 18. Jahrhundert und wurde nach dem Zweiten Weltkrieg zu einem Doppelhaus umgebaut
- Brunnen auf dem Platz vor der ehemaligen Synagoge, mit dem aus Granitstein gefertigten Brunnen ist die Legende über die Ankunft der Juden in Podmokly verbunden
- Jüdischer Friedhof in einem Wäldchen einen Kilometer nordwestlich von Podmokly. Er wurde 1724 angelegt. Auf dem 1413 m² Areal sind etwa 30 Grabsteine, der älteste stammt von 1732, sowie der Torso der Totenhalle erhalten.